# Gmina Hudiksvall
Gmina Hudiksvall (szw. Hudiksvalls kommun) – gmina w Szwecji, w regionie Gävleborg, siedzibą jej władz jest Hudiksvall.
Pod względem zaludnienia Hudiksvall jest 61. gminą w Szwecji. Zamieszkuje ją 36 970 osób, z czego 50,62% to kobiety (18 713) i 49,38% to mężczyźni (18 257). W gminie zameldowanych jest 820 cudzoziemców. Na każdy kilometr kwadratowy przypada 14,81 mieszkańca. Pod względem wielkości gmina zajmuje 35. miejsce.